# Вулька-Контна
Вулька-Контна (пол. Wólka Kątna) — село в Польщі, у гміні Маркушув Пулавського повіту Люблінського воєводства.
Населення — 150 осіб (2011).

## Демографія
Демографічна структура станом на 31 березня 2011 року:
|          | Загалом | Допрацездатний вік | Працездатний вік | Постпрацездатний вік |
| -------- | ------- | ------------------ | ---------------- | -------------------- |
| Чоловіки | 80      | 17                 | 52               | 11                   |
| Жінки    | 70      | 11                 | 38               | 21                   |
| Разом    | 150     | 28                 | 90               | 32                   |